# Gouvernement Franco
 (juin 2025).
Si vous disposez d'ouvrages ou d'articles de référence ou si vous connaissez des sites web de qualité traitant du thème abordé ici, merci de compléter l'article en donnant les références utiles à sa vérifiabilité et en les liant à la section « Notes et références ».
Pour les gouvernement dirigés par Francisco Franco en Espagne entre 1938 et 1973, voir Liste des chefs du gouvernement espagnol#Dictature franquiste (1936-1975).
République fédérative du Brésil
Fernando Collor Henrique Cardoso I
Le gouvernement Franco (en portugais : Governo Franco) est le cabinet chargé du pouvoir exécutif au sein du gouvernement fédéral du Brésil en fonction entre le 2 octobre 1992 et le 1er janvier 1995. 
À partir du 2 octobre 1992, le vice-président Itamar Franco assure l'intérim de la fonction présidentielle, lors de la procédure de destitution du président Fernando Collor. Lors de sa nomination, le nouveau président par intérim, démissionne de son parti, le Parti de la Reconstruction nationale.

## Contexte
Le président Fernando Collor a été accusé de corruption et destitué par le Congrès national, quittant ainsi ses fonctions. Le vice-président Itamar Franco a temporairement assumé la présidence le 2 octobre 1992 et a été officiellement acclamé le 29 décembre 1992, lorsque le président Collor a démissionné.

## Historique

### Formation et représentation partisane

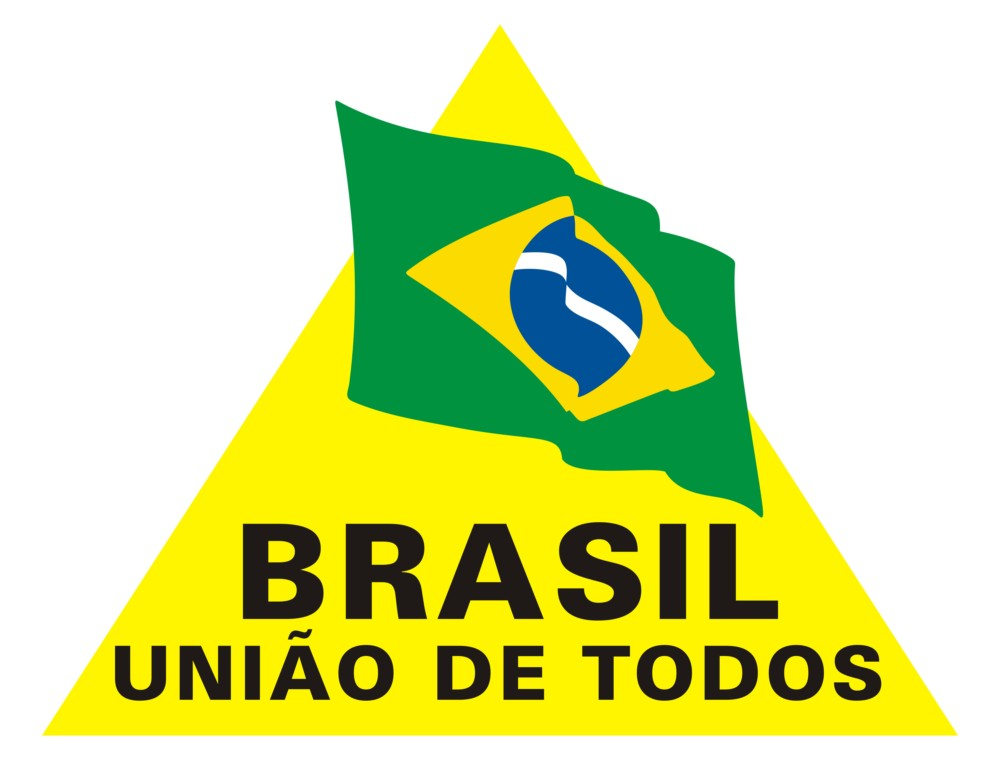
Logo du gouvernement d'Itamar Franco

Lors de la constitution initiale du gouvernement, le 2 octobre 1992, celui-ci est composé des plus grands partis composant la vie politique brésilienne, notamment le Parti de la social-démocratie brésilienne, Parti du Front libéral, le Parti travailliste brésilien et le Parti du mouvement démocratique, auquel s'ajoute le Parti socialiste brésilien.
Le pays traversait une période de crises, c'est pourquoi le président par intérim a cherché à mener une gestion transparente, en recherchant le soutien de plusieurs partis politiques, allant de la gauche à la droite.
Dès août et septembre 1993, un an après la composition du gouvernement, le PSB choisit de faire rupture avec le gouvernement d'Itamar Franco et provoque la démission de ses deux ministres, tandis qu'entre 1993 et 1994, de nombreux portefeuilles sont confrontés à une instabilité, entre des successions de ministres intérimaires ou ceux nommés quelques mois.

## Composition
| Image                                     | Portefeuille                                            | Titulaire | Titulaire                           | Parti  |
| ----------------------------------------- | ------------------------------------------------------- | --------- | ----------------------------------- | ------ |
|                                           | Président de la république                              |           | Itamar Franco                       | PMDB   |
|                                           | Vice-président de la République                         |           | Vacant                              |        |
|                                           | Ministre de l'Armée                                     |           | Zenildo de Lucena (pt)              | Indép. |
|                                           | Ministre de l'Aéronautique                              |           | Lélio Viana Lobo (pt)               | Indép. |
|                                           | Ministre de l'Agriculture et de l'Élevage               |           | José Eduardo de Andrade Vieira (pt) | PTB    |
|                                           | Ministre de la Culture                                  |           | Antônio Houaiss                     | PSB    |
|                                           | Ministre des Sciences et de la Technologie              |           | José Israel Vargas (pt)             | Indép. |
|                                           | Ministre de l'Éducation et des Sports                   |           | Murílio de Avellar Hingel (pt)      | Indép. |
|                                           | Ministre des Finances                                   |           | Gustavo Krause (pt)                 | PFL    |
|                                           | Ministre de l'Industrie, du Commerce et du Tourisme     |           | José Eduardo de Andrade Vieira (pt) | PTB    |
|                                           | Ministre de l'Intégration régionale                     |           | Alexandre Alves Costa (pt)          | PFL    |
|                                           | Ministre de la Justice                                  |           | Maurício Corrêa (pt)                | PSDB   |
|                                           | Ministre de la Marine                                   |           | Ivan da Silveira Serpa (pt)         | Indép. |
|                                           | Ministre de la Sécurité sociale                         |           | Antonio Britto (pt)                 | PMDB   |
|                                           | Ministre de la Santé                                    |           | Jamil Haddad (pt)                   | PSB    |
|                                           | Ministre des Communications                             |           | Hugo Napoleão do Rego Neto (pt)     | PFL    |
|                                           | Ministre des Relations extérieures                      |           | Fernando Henrique Cardoso           | PSDB   |
|                                           | Ministre des Mines et de l'Énergie                      |           | Paulino Cícero de Vasconcelos (pt)  | PSDB   |
|                                           | Ministre de la Protection sociale                       |           | Jutahy Junior (pt)                  | PSDB   |
|                                           | Ministre de l'Environnement et de l'Amazonie légale     |           | Rubens Ricupero (pt)                | Indép. |
|                                           | Ministre de la Planification et du Budget               |           | Paulo Roberto Haddad (pt)           | Indép. |
|                                           | Ministre du Travail                                     |           | Walter Barelli (pt)                 | PSDB   |
|                                           | Ministre des Transports                                 |           | Alberto Goldman (pt)                | PMDB   |
| Organismes ayant le statut de ministère   |                                                         |           |                                     |        |
|                                           | Chef de cabinet civil de la présidence de la République |           | Henrique Hargreaves (pt)            | Indép. |
|                                           | Procureur général                                       |           | Geraldo Magela da Cruz Quintão (pt) | Indép. |
|                                           | Chef de cabinet de la Sécurité institutionnelle         |           | Alberto Mendes Cardoso (pt)         | Indép. |
| Secrétariats ayant le statut de ministère |                                                         |           |                                     |        |
|                                           | Secrétaire général de la présidence de la République    |           | Eduardo Jorge Pereira (pt)          | PSDB   |
|                                           | Secrétaire spécial à la communication sociale           |           | Sérgio Amaral (pt)                  | Indép. |